# 大劇会館
大劇会館（だいげきかいかん）は兵庫県姫路市に存在した、映画館やボウリング場を併設した総合レジャービルの名称である。

## 歴史
- 1955年（昭和30年）3月：「姫路大劇」として開館[1][2]。こけら落としは『掠奪された七人の花嫁』。
- 1964年（昭和39年）12月22日：建物を改築し「姫路東映大劇場」と「大劇パレス」の2館体制となる[3]。
- 1973年（昭和47年）4月27日：「大劇アカデミー」を新設し3スクリーンとなる[3]。
- 1975年（昭和50年）10月10日：4階に「大劇プラザ」「大劇ロマン」を増設し5スクリーンとなる[3]。
- 1993年（平成5年）5月5日：「大劇プラザ」「大劇ロマン」の営業を終了[3]。同年7月より4階をカラオケボックス「カラオケゾーン タイムマシン」に転換し[4]、映画館は「大劇シネマ」に統一して3スクリーン体制に戻る。
- 2014年（平成26年）9月28日：「カラオケゾーン タイムマシン」の営業を終了[4]。
- 2015年（平成27年）8月：建物の老朽化やシネコン「アースシネマズ姫路」（テラッソ姫路内）の台頭などにより閉館を発表する[1]。
- 2015年（平成27年）11月8日：完全閉鎖。建物は翌年に解体。跡地にはマンションが建設され、2018年（平成30年）9月に竣工予定となっていたが[5]、程なくして建設中止となったが、2022年から建設が再開された。[6]。

- 大劇会館の建物裏側。

## データ
- 所在地：兵庫県姫路市忍町68番地
- 運営：吉岡興業株式会社

| 階     | 施設                                                  |
| ------ | ----------------------------------------------------- |
| 5階    | 大劇ボウル（ボウリング場）                            |
| 4階    | カラオケゾーン タイムマシン（1993年7月 - 2014年9月）  |
| 2・3階 | 大劇シネマ1（606席）                                  |
| 1階    | 大劇シネマ1 大劇シネマ2（308席） 大劇シネマ3（120席） |